# Gagai
Gagai (altgriechisch Γάγαι, auch Γάγγαι Gaggai oder Γάγας Gagas; lateinisch Gagae) ist eine antike Stadt im Südosten der lykischen Halbinsel in der Provinz Antalya in der Türkei. Dioskurides bringt ihren Namen mit Vorkommen von Gagat in Verbindung, die er in seiner Materia medica erwähnt. Auch der ältere Plinius kennt den lapis Gagates, den „Gagatstein“, aus dem lykischen Gagai.
Gagai wird als Polis im Periplus des Pseudo-Skylax erwähnt. Als Station taucht Gagai auch im Stadiasmus Patarensis aus der Zeit des Kaisers Claudius auf. Plinius zählt Gagai zu den Bergsiedlungen im Gebiet von Olympos.